# Matteo Prati
Matteo Prati (Ravenna, 28 dicembre 2003) è un calciatore italiano, centrocampista del Cagliari.

## Caratteristiche tecniche
È un centrocampista in grado di giocare in diversi ruoli, venendo schierato da regista, mezzala o mediano. Abile nella lettura del gioco e in fase difensiva, è anche dotato di buone doti di inserimento nell'area di rigore avversaria, nonché di un buon tiro dalla distanza.

## Carriera

### Club

#### Gli inizi
Cresciuto nel Cesena, nel 2018 dopo il fallimento della società, passa al settore giovanile del Ravenna. Ha fatto il suo esordio nel calcio professionistico in Serie C con il Ravenna nella stagione 2020-2021, conclusa con la retrocessione in Serie D. È entrata a far parte della formazione titolare dalla stagione successiva, nella quale ha segnato 5 reti in 32 presenze nel campionato di Serie D.

#### SPAL
Il 27 luglio 2022 ha firmato un contratto triennale (con opzione di rinnovo per un ulteriore anno) con la SPAL in Serie B, esordendo alla quarta giornata contro il Bari. Prati ottiene 20 presenze e 2 gol in campionato, nella stagione che termina con la retrocessione della squadra.

#### Cagliari
Il 17 agosto 2023 è stato acquistato a titolo definitivo dal Cagliari per 5 milioni di euro (più 2 milioni di bonus), firmando un contratto quinquennale. Il trasferimento del giocatore è il più oneroso della storia per una squadra di Serie C. Ha esordito in Serie A il 17 settembre 2023, a 19 anni, giocando da titolare nella partita contro l'Udinese, conclusasi a reti inviolate. Il 19 maggio 2024, segna il suo primo gol in massima serie nella partita vinta per 2-0 in casa del Sassuolo, contribuendo così alla salvezza diretta dei sardi.

### Nazionale
Nel 2023 disputa il Mondiale Under-20 in Argentina, dove gli Azzurrini guidati da Nunziata ottengono il secondo posto dopo aver perso in finale contro l'Uruguay.
L'8 settembre 2023, fa il suo esordio con la nazionale Under-21, nella gara delle qualificazioni europee pareggiata 0-0 contro la Lettonia. Il 19 novembre 2024, veste per la prima volta veste la fascia di capitano degli Azzurrini nell'incontro amichevole con l'Ucraina (2-2), e il 24 marzo 2025 segna il suo primo gol con la stessa formazione, nell'incontro amichevole contro la Danimarca (1-1). Nel giugno 2025 viene convocato per l'Europeo Under-21 organizzato in Slovacchia.

## Statistiche

### Presenze e reti nei club
Statistiche aggiornate al 18 maggio 2025.
| Stagione        | Squadra         | Campionato      | Campionato | Campionato | Coppe nazionali | Coppe nazionali | Coppe nazionali | Coppe continentali | Coppe continentali | Coppe continentali | Altre coppe | Altre coppe | Altre coppe | Totale | Totale | Totale |
| Stagione        | Squadra         | Comp            | Pres       | Reti       | Comp            | Pres            | Reti            | Comp               | Pres               | Reti               | Comp        | Pres        | Reti        | Pres   | Reti   |        |
| --------------- | --------------- | --------------- | ---------- | ---------- | --------------- | --------------- | --------------- | ------------------ | ------------------ | ------------------ | ----------- | ----------- | ----------- | ------ | ------ | ------ |
| 2020-2021       | Ravenna         | C               | 1          | 0          | -               | -               | -               | -                  | -                  | -                  | -           | -           | -           | 1      | 0      |        |
| 2021-2022       | Ravenna         | D               | 32+2       | 5+0        | CI-D            | 3               | 0               | -                  | -                  | -                  | -           | -           | -           | 37     | 5      |        |
| Totale Ravenna  | Totale Ravenna  | Totale Ravenna  | 33+2       | 5          |                 | 3               | 0               |                    | -                  | -                  |             | -           | -           | 38     | 5      |        |
| 2022-2023       | SPAL            | B               | 20         | 2          | CI              | 0               | 0               | -                  | -                  | -                  | -           | -           | -           | 20     | 2      |        |
| 2023-2024       | Cagliari        | A               | 26         | 1          | CI              | 0               | 0               | -                  | -                  | -                  | -           | -           | -           | 26     | 1      |        |
| 2024-2025       | Cagliari        | A               | 12         | 0          | CI              | 2               | 1               | -                  | -                  | -                  | -           | -           | -           | 14     | 1      |        |
| Totale Cagliari | Totale Cagliari | Totale Cagliari | 38         | 1          |                 | 2               | 1               |                    | -                  | -                  |             | -           | -           | 40     | 2      |        |
| Totale carriera | Totale carriera | Totale carriera | 93         | 8          |                 | 5               | 1               |                    | -                  | -                  |             | -           | -           | 98     | 9      |        |

### Cronologia presenze e reti in nazionale
| Cronologia completa delle presenze e delle reti in nazionale ― Italia under 21 | Cronologia completa delle presenze e delle reti in nazionale ― Italia under 21 | Cronologia completa delle presenze e delle reti in nazionale ― Italia under 21 | Cronologia completa delle presenze e delle reti in nazionale ― Italia under 21 | Cronologia completa delle presenze e delle reti in nazionale ― Italia under 21 | Cronologia completa delle presenze e delle reti in nazionale ― Italia under 21 | Cronologia completa delle presenze e delle reti in nazionale ― Italia under 21 | Cronologia completa delle presenze e delle reti in nazionale ― Italia under 21 |
| Data                                                                           | Città                                                                          | In casa                                                                        | Risultato                                                                      | Ospiti                                                                         | Competizione                                                                   | Reti                                                                           | Note                                                                           |
| ------------------------------------------------------------------------------ | ------------------------------------------------------------------------------ | ------------------------------------------------------------------------------ | ------------------------------------------------------------------------------ | ------------------------------------------------------------------------------ | ------------------------------------------------------------------------------ | ------------------------------------------------------------------------------ | ------------------------------------------------------------------------------ |
| 8-9-2023                                                                       | Jūrmala                                                                        | Lettonia under 21                                                              | 0 – 0                                                                          | Italia under 21                                                                | Qual. Europeo Under-21 2025                                                    | -                                                                              |                                                                                |
| 12-9-2023                                                                      | İzmit                                                                          | Turchia under 21                                                               | 0 – 2                                                                          | Italia under 21                                                                | Qual. Europeo Under-21 2025                                                    | -                                                                              |                                                                                |
| 17-10-2023                                                                     | Bolzano                                                                        | Italia under 21                                                                | 2 – 0                                                                          | Norvegia under 21                                                              | Qual. Europeo Under-21 2025                                                    | -                                                                              |                                                                                |
| 16-11-2023                                                                     | Serravalle                                                                     | San Marino under 21                                                            | 0 – 7                                                                          | Italia under 21                                                                | Qual. Europeo Under-21 2025                                                    | -                                                                              | 57’                                                                            |
| 21-11-2023                                                                     | Cork                                                                           | Irlanda under 21                                                               | 2 – 2                                                                          | Italia under 21                                                                | Qual. Europeo Under-21 2025                                                    | -                                                                              |                                                                                |
| 22-3-2024                                                                      | Cesena                                                                         | Italia under 21                                                                | 2 – 0                                                                          | Lettonia under 21                                                              | Qual. Europeo Under-21 2025                                                    | -                                                                              |                                                                                |
| 26-3-2024                                                                      | Ferrara                                                                        | Italia under 21                                                                | 1 – 1                                                                          | Turchia under 21                                                               | Qual. Europeo Under-21 2025                                                    | -                                                                              | 65’                                                                            |
| 15-10-2024                                                                     | Trieste                                                                        | Italia under 21                                                                | 1 – 1                                                                          | Irlanda under 21                                                               | Qual. Europeo Under-21 2025                                                    | -                                                                              | 73’                                                                            |
| 15-11-2024                                                                     | Empoli                                                                         | Italia under 21                                                                | 2 – 2                                                                          | Francia under 21                                                               | Amichevole                                                                     | -                                                                              |                                                                                |
| 19-11-2024                                                                     | La Spezia                                                                      | Italia under 21                                                                | 2 – 2                                                                          | Ucraina under 21                                                               | Amichevole                                                                     | -                                                                              | cap.                                                                           |
| 24-3-2025                                                                      | Cittadella                                                                     | Italia under 21                                                                | 1 – 1                                                                          | Danimarca under 21                                                             | Amichevole                                                                     | 1                                                                              | cap.                                                                           |
| 11-6-2025                                                                      | Trnava                                                                         | Italia under 21                                                                | 1 – 0                                                                          | Romania under 21                                                               | Europeo Under-21 2025 - 1º turno                                               | -                                                                              |                                                                                |
| 14-6-2025                                                                      | Trnava                                                                         | Slovacchia under 21                                                            | 0 – 1                                                                          | Italia under 21                                                                | Europeo Under-21 2025 - 1º turno                                               | -                                                                              | 82’                                                                            |
| 17-6-2025                                                                      | Trnava                                                                         | Spagna under 21                                                                | 1 – 1                                                                          | Italia under 21                                                                | Europeo Under-21 2025 - 1º turno                                               | -                                                                              | 90’                                                                            |
| 22-6-2025                                                                      | Dunajská Streda                                                                | Germania under 21                                                              | 3 – 2 dts                                                                      | Italia under 21                                                                | Europeo Under-21 2025 - Quarti di finale                                       | -                                                                              | 90’                                                                            |
| Totale                                                                         |                                                                                | Presenze                                                                       | 15                                                                             |                                                                                | Reti                                                                           | 1                                                                              |                                                                                |

| Cronologia completa delle presenze e delle reti in nazionale ― Italia under 20 | Cronologia completa delle presenze e delle reti in nazionale ― Italia under 20 | Cronologia completa delle presenze e delle reti in nazionale ― Italia under 20 | Cronologia completa delle presenze e delle reti in nazionale ― Italia under 20 | Cronologia completa delle presenze e delle reti in nazionale ― Italia under 20 | Cronologia completa delle presenze e delle reti in nazionale ― Italia under 20 | Cronologia completa delle presenze e delle reti in nazionale ― Italia under 20 | Cronologia completa delle presenze e delle reti in nazionale ― Italia under 20 |
| Data                                                                           | Città                                                                          | In casa                                                                        | Risultato                                                                      | Ospiti                                                                         | Competizione                                                                   | Reti                                                                           | Note                                                                           |
| ------------------------------------------------------------------------------ | ------------------------------------------------------------------------------ | ------------------------------------------------------------------------------ | ------------------------------------------------------------------------------ | ------------------------------------------------------------------------------ | ------------------------------------------------------------------------------ | ------------------------------------------------------------------------------ | ------------------------------------------------------------------------------ |
| 23-3-2023                                                                      | Stavanger                                                                      | Norvegia under 20                                                              | 2 – 2                                                                          | Italia under 20                                                                | Elite League Under-20                                                          | -                                                                              | 69’                                                                            |
| 27-3-2023                                                                      | Rovereto                                                                       | Italia under 20                                                                | 1 – 1                                                                          | Germania under 20                                                              | Elite League Under-20                                                          | -                                                                              |                                                                                |
| 21-5-2023                                                                      | Mendoza                                                                        | Italia under 20                                                                | 3 – 2                                                                          | Brasile under 20                                                               | Mondiali Under-20 2023 - 1º turno                                              | 1                                                                              |                                                                                |
| 24-5-2023                                                                      | Mendoza                                                                        | Italia under 20                                                                | 0 – 2                                                                          | Nigeria under 20                                                               | Mondiali Under-20 2023 - 1º turno                                              | -                                                                              | 87’                                                                            |
| 27-5-2023                                                                      | Mendoza                                                                        | Rep. Dominicana under 20                                                       | 0 – 3                                                                          | Italia under 20                                                                | Mondiali Under-20 2023 - 1º turno                                              | -                                                                              | 46’                                                                            |
| 31-5-2023                                                                      | La Plata                                                                       | Inghilterra under 20                                                           | 1 – 2                                                                          | Italia under 20                                                                | Mondiali Under-20 2023 - Ottavi                                                | -                                                                              |                                                                                |
| 3-6-2023                                                                       | San Juan                                                                       | Colombia under 20                                                              | 1 – 3                                                                          | Italia under 20                                                                | Mondiali Under-20 2023 - Quarti                                                | -                                                                              | 90’                                                                            |
| 8-6-2023                                                                       | La Plata                                                                       | Italia under 20                                                                | 2 – 1                                                                          | Corea del Sud under 20                                                         | Mondiali Under-20 2023 - Semifinale                                            | -                                                                              |                                                                                |
| 11-6-2023                                                                      | Buenos Aires                                                                   | Uruguay under 20                                                               | 1 – 0                                                                          | Italia under 20                                                                | Mondiali Under-20 2023 - Finale                                                | -                                                                              | 81’                                                                            |
| Totale                                                                         |                                                                                | Presenze                                                                       | 9                                                                              |                                                                                | Reti                                                                           | 1                                                                              |                                                                                |